# Герб Народичів
Герб Народичів — офіційний символ смт Народичі Житомирської області. Пройшов геральдичну комісію і був відправлений до селищної ради для затвердження.

## Опис
Герб має іспанський щит з традиційним золотим обрамленням декоративним картушем і увінчаний срібною міською короною з трьома баштами.
Сам щит двічі розсічений, в зеленому полі лазуровий стовп, обтяжений золотом вписаний пшеничний колос, супроводжуваний праворуч і ліворуч - стоїть срібно-чорний журавель з червленим дзьобом і ногами.

## Символіка
Герб за своїм змістом єдиний і гармонійний. Фігури герба алегорично показують: Народичі розташовані на берегах річки Уж і є сільськогосподарським районом, який має свій Хлібокомбінат. Лелеки розташовані по обидва береги річки, що гніздяться в цих місцях і є символом району. Лелека символізує мир, шанобливість до батьків і чистоту природи.